# يوم المدينة

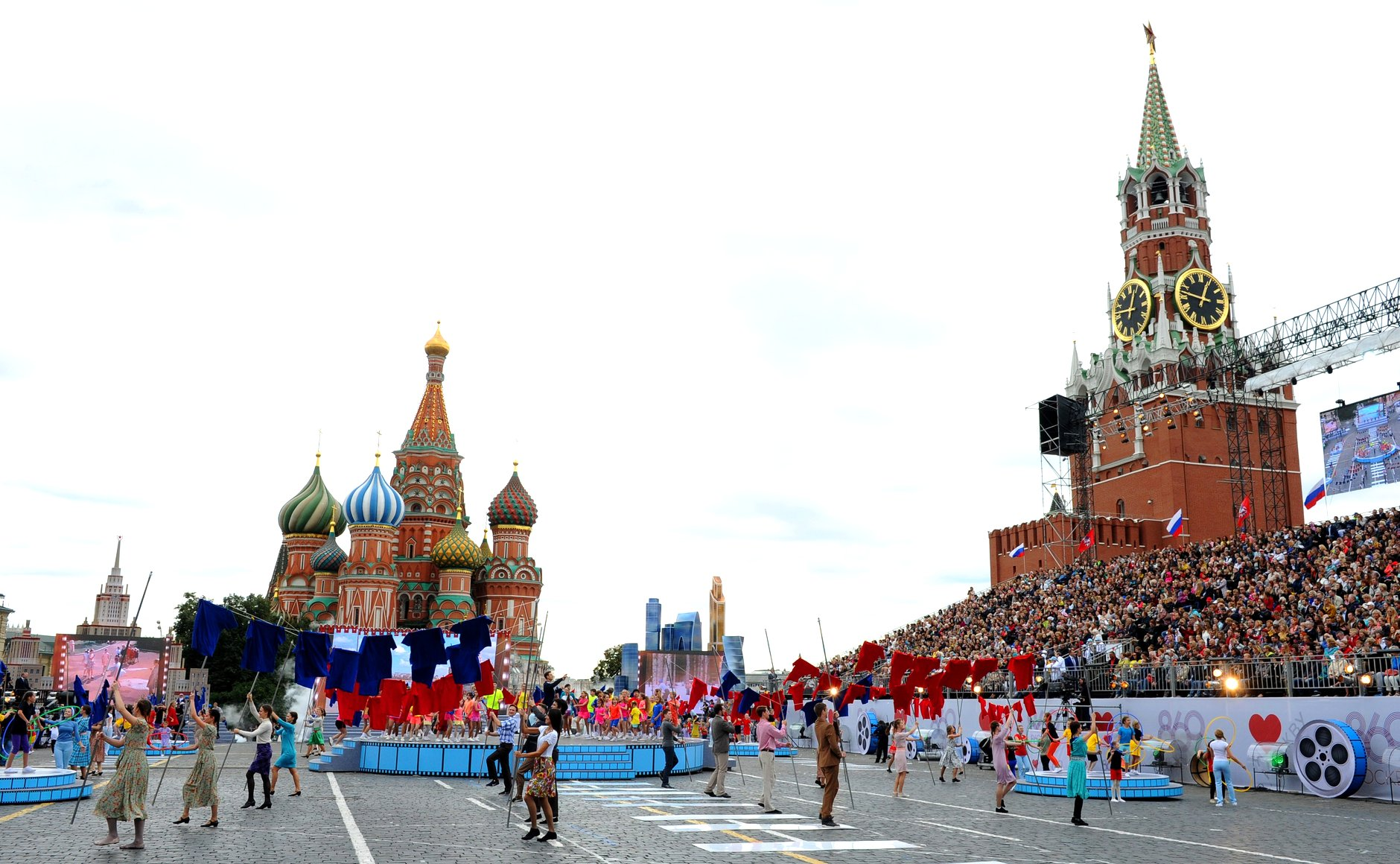
احتفالات يوم مدينة موسكو، الميدان الأحمر

يوم المدينة (بالروسية: День города، بالحروف اللاتينية: Den' goroda) هو نوع من المهرجانات السنوية يتم الاحتفال به في عدة مدن في روسيا ودول أخرى في الاتحاد السوفيتي السابق. ويختلف هذا التاريخ من مدينة إلى أخرى، ولكن يتم الاحتفال به غالبًا في عطلة نهاية الأسبوع. على سبيل المثال، عادة ما يتم الاحتفال بيوم مدينة موسكو في أول أو ثاني يوم سبت من شهر سبتمبر. غالبًا ما تتضمن احتفالات يوم المدينة الحفلات الموسيقية والمسيرات والألعاب النارية وغيرها من الأحداث الاحتفالية.

## قائمة أيام المدينة المختارة في روسيا
- موسكو - السبت الأول أو الثاني من شهر سبتمبر
- نيجني نوفغورود - السبت الثالث من شهر أغسطس [4]
- سانت بطرسبورغ - 27 مايو [5]
- سامارا - الأحد الثاني من شهر سبتمبر [6]